# Туховежи
Туховежи — деревня в Ям-Тёсовском сельском поселении Лужского района Ленинградской области.

## История
Упоминается на карте Новгородского наместничества 1792 года А. М. Вильбрехта, как деревня Тиховежи.

ТУХОВЕЖИ — деревня Ново-Березинского сельского общества, прихода села Полян.

Крестьянских дворов — 23. Строений — 111, в том числе жилых — 19. Три ветряных мельницы.

Число жителей по семейным спискам 1879 г.: 46 м. п., 58 ж. п.; по приходским сведениям 1879 г.: 40 м. п., 54 ж. п.; (1884 год)

В конце XIX — начале XX века деревня административно относилась к Тесовской волости 5-го стана 3-го земского участка Новгородского уезда Новгородской губернии.

ТУХОВЕЖИ — деревня Новоберезенского сельского общества, дворов — 24, жилых домов — 23, число жителей: 61 м. п., 43 ж. п.

Занятия жителей — выпас телят. Часовня. (1907 год)

Согласно военно-топографической карте Петроградской и Новгородской губерний издания 1915 года деревня Туховежи состояла из 18 крестьянских дворов.
С 1917 по 1927 год — в составе Тесовской волости Новгородского уезда.
С 1927 по 1930 год — в составе Ново-Березинского сельсовета Оредежского района.
В 1928 году население деревни составляло 104 человека.
До данным 1933 года деревня Туховежи входила в состав Березновского сельсовета Оредежского района Ленинградской области.
C 1 августа 1941 года по 31 января 1944 года деревня находилась в оккупации.
12 июля 1942 года в деревне Туховежи был пленён генерал-лейтенант Андрей Власов.
С 1 октября 1959 года — в составе Волосковского сельсовета Лужского района.
В 1965 году население деревни составляло 73 человека.
По данным 1966 и 1973 годов деревня Туховежи входила в состав Волосковского сельсовета.
По данным 1990 года деревня Туховежи входила в состав Ям-Тёсовского сельсовета.
В 1997 году в деревне Туховежи Ям-Тёсовской волости проживали 16 человек, в 2002 году — 39 человек (русские — 95 %).
В 2007 году в деревне Туховежи Ям-Тёсовского СП — 8 человек, в 2010 году — 7, в 2013 году — 10.

## География
Деревня расположена в восточной части района на автодороге 41К-662 (Оредеж — Тёсово-4 — Чолово), на границе с Новгородской областью.
Расстояние до административного центра поселения — 17 км.
Расстояние до ближайшей железнодорожной станции Чолово — 26 км.

## Демография
| 2007 | 2010 | 2017 |
| ---- | ---- | ---- |
| 8    | ↘7   | ↗8   |

## Улицы
Центральная.